# Nakop
Nakop est une petite ville et un poste-frontière du nord-ouest de l'Afrique du Sud, à la frontière avec la Namibie. Elle se trouve à dix kilomètres au nord du fleuve Orange. En août 1914, la ville fut le théâtre du premier conflit entre les troupes allemandes et sud-africaines lors de la Première Guerre mondiale pour le contrôle du Sud-Ouest africain allemand.